# Сциадопитис
Сциадопитис или японская зонтичная пихта (лат. Sciadopitys, от др.-греч. σκιάς «навес» и πίτυς «пиния») — монотипный род монотипного семейства Сциадопитисовые (Sciadopityaceae). Единственный вид — Сциадопитис мутовчатый (Sciadopitys verticillata). Растение примечательно уникальностью своей хвои.
Ранее этот род помещали также в семейства Кипарисовые и Таксодиевые, но современные генетические исследования показали, что между сциадопитисом и этими группами нет существенного родства. Некоторые авторы (например, А. Л. Тахтаджян) выделяют сциадопитис не только в отдельное семейство, но и в отдельный порядок: Sciadopityales Takht. ex Reveal (1993).

## Распространение
Сейчас сциадопитис в естественных условиях растёт только в Японии (юго-запад острова Хонсю, остров Сикоку, восток острова Кюсю); здесь он сохранился во влажных горных лесах на высоте от 500 до 1000 метров над уровнем моря: в глухих ущельях, на склонах, защищённых от ветра; также его можно встретить в священных рощах вокруг храмов.
В другие же геологические эпохи ареал этого рода был огромен: остатки сциадопитиса найдены в меловых отложениях как на территории Японии, так и, к примеру, в Гренландии, которая находится от Японии на расстоянии около 14 тысяч километров; остатки сциадопитиса найдены также в Норвегии, на Урале, в Якутии, Литве.

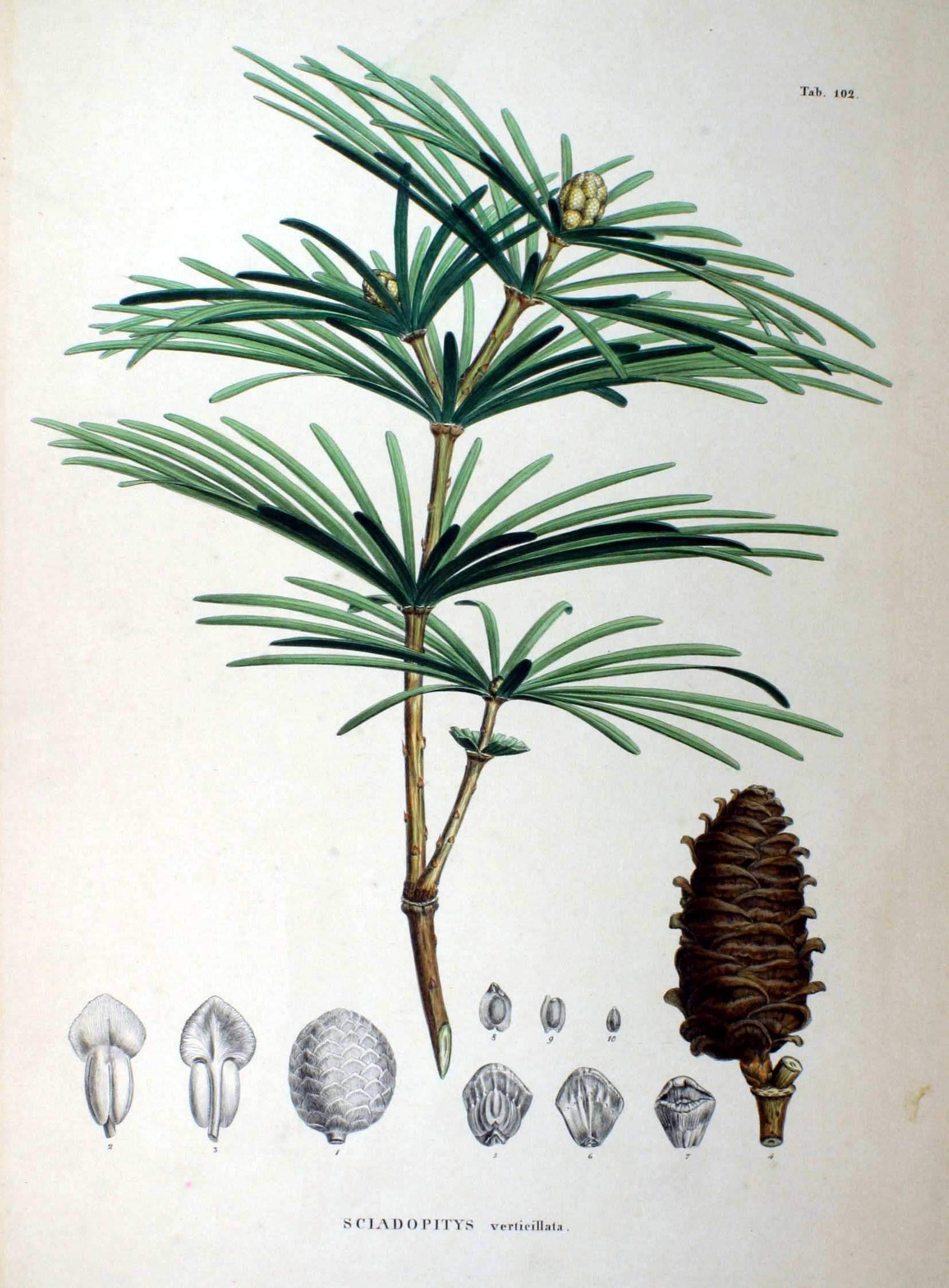
Ботаническая иллюстрация из книги Филиппа Зибольда и Йозефа Цуккарини «Флора Японии», 1870

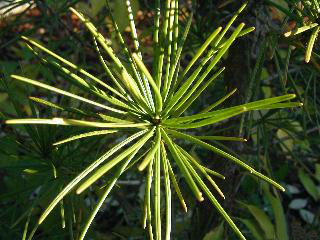
Мутовчатое расположение хвои у сциадопитиса.

## Биологическое описание
Представляет собой вечнозелёное дерево с пирамидальной кроной; в Японии достигает сорока метров в высоту со стволом до четырёх метров в обхвате. Растёт очень медленно.
Растение примечательно своей хвоей, уникальной для представителей отдела Хвойные (Pinophyta): уплощённые иголки длиной до 15 см образуют ложные мутовки (по 10—30 в каждой) и раздвинуты в стороны подобно спицам зонтика; отсюда и общеупотребительное название этого дерева, имеющееся во многих языках, — «зонтичная сосна». В действительности эти иголки не являются настоящими листьями, а являются укороченными побегами, состоящими из очень короткого редуцированного стебля и двух сросшихся листьев (интересно, что эти листья срослись таким образом, что их морфологически верхняя сторона находится на нижней стороне этого двойного органа); растут же эти укороченные побеги из пазух других листьев, имеющих вид чешуек, прилагающих к стеблю.
Сциадопитис — однодомное растение. Мелкие микростробилы собраны в головчатое собрание; микроспоры — эллипсоидальные (в отличие от представителей семейства Таксодиевые, у которых микроспоры шарообразные), с короткой дистальной (наружной) бороздой. Макростробилы (шишки) мелкие, одиночные, верхушечные.
Плоды — небольшие овальные шишки, созревают два года.
Семена крылатые (при том, что у всех таксодиевых — бескрылые). Семядолей две.
Гаплоидное число хромосом: n = 10.

## Использование

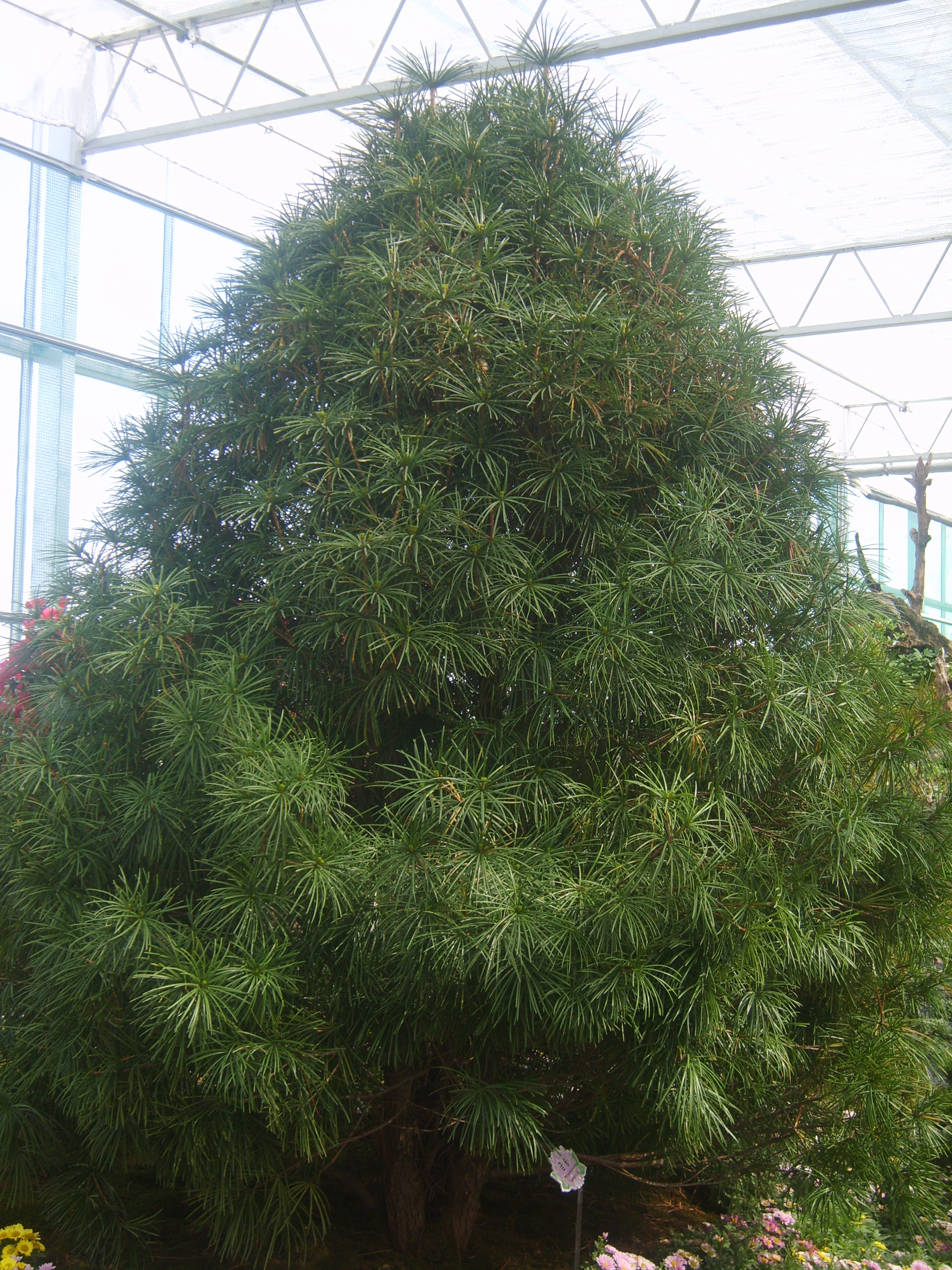
Сциадопитис, выращиваемый в оранжерее. Корея.

### В декоративном садоводстве
Сциадопитис длительное время может расти в контейнере, поэтому его выращивают как комнатное и оранжерейное растение, в том числе как бонсай (в Японии — со средних веков).
В Европе введена в культуру как парковое растение с XIX века: сначала в Англии, куда растение было завезено с Явы, затем в других странах. В Россию растение было завезено в 1852 году и посажено в Никитском ботаническом саду, а затем было высажено и в других районах Черноморского побережья Кавказа.
Агротехника
Сциадопитис лучше всего растёт в плодородной и влажной почве, в приморском прохладном климате. Желательно, чтобы молодые растения росли в небольшой тени. Размножение — семенами.

### Прочее использование
Древесина этого дерева устойчива к гниению, имеет хорошие механические свойства и красивую окраску — от красноватой до желтовато-белой. В Японии её используют при строительстве домов, для изготовления лодок и предметов обихода.
Из этого дерева также получают сциадопитисовое масло, применяемое в лакокрасочном производстве. Ещё одно применение растения связано с его корой: из неё получают паклю, используемую при конопачении судов.
В Японии сциадопитис, помимо использования в декоративном садоводстве, выращивают в лесных хозяйствах.
В 2006 году сциадопитис был выбран в качестве эмблемы для наследника японского престола новорождённого принца Хисахито.